# علی گلاویژ
علی گلاویژ' (۱۳۰۱ در بوکان - ۱۳۶۷ در تهران)، نویسنده، مترجم و گوینده بخش کردی رادیو پیک ایران و عضو کمیته مرکزی حزب توده ایران بود. علی گلاویژ به زبان‌های کردی، فارسی، آذری، روسی، فرانسه و آلمانی تسلط کامل داشت. او برادر حسن صلاح بود.

## زندگی
علی گلاویژ در سال ۱۳۰۱ در روستای ساری‌قمش از توابع شهرستان بوکان به دنیا آمد. وی دارای دکترای اقتصاد از آذربایجان شوروی بود. در سال ۱۳۲۰ به انجمن مخفی ژکاف پیوست و در سال ۱۳۲۵ برای ادامه تحصیل به همراه ۶۰ تن دیگر از اعضای حزب دموکرات کردستان به شوروی رفت. با سقوط جمهوری مهاباد به همراه چندین تن دیگر در شوروی ماندگار شدند.

## دیدگاه‌ها
گلاویژ هنگام طرح مسئله ملی تأکید کرده است: «برای حل درست مسئله ملی باید آن را به درستی طرح کرد، و برای طرحِ درست آن باید خودِ مسئله را آن‌چنان‌که هست به شیوه علمی درک نمود“(علی گلاویژ، ”دربارهٔ سیاست ملی حزب توده ایران»، چهل سال در سنگر مبارزه، صفحه ۲۳۱).

## مرگ
علی گلاویژ در ۷ اردیبهشت ۱۳۶۲ دستگیر می‌شود و به نوشته کتاب «شهیدان توده‌ای»، گلاویژ در سال ۱۳۶۷ در اوین در زمره کشتار شهریور ۱۳۶۷ اعدام شد. وی یکی از رهبران کشته شده حزب توده در جریان کشتارهای ۶۷ محسوب می‌شود.

## تالیفات
- مناسبات ارضی در کردستان: فروپاشی نظام عشیره‌ای